# 친칠라
친칠라는 친칠라과에 속하는 남미 안데스산맥에 살고 있는 친칠라속(Chinchilla) 설치류 동물의 총칭이다. 2종이 있으며, 모두 멸종위급종이다.
친칠라라는 이름은 이 동물의 모피를 깔개로 썼던 친차 족(Chinchas)에서 유래되었고, 스페인의 남미 침공 때 처음 세상에 알려졌다. 덩치는 중형 정도이며 몸통 생김새가 전체적으로 둥글둥글하고 복슬한 털이 많다. 땀구멍 하나에서 4~500개의 털이 난다. 피카츄를 친칠라를 모델 삼아 만들었다.
천적은 퓨마, 안데스산고양이 다.

## 하위 종
- 긴꼬리친칠라 (Chinchilla lanigera)
- 짧은꼬리친칠라 (Chinchilla chinchilla)[2][3]

## 애완동물로서의 친칠라
인간이 처음 친칠라를 기르기 시작한 것은 모피를 얻기 위한 용도로 가축으로 기른 것이었다. 현재엔 귀여운 외모로 반려동물로 많이 기르고 있지만 그에 비해 야생 친칠라는 2종 다 멸종위기등급 위급에 처해 있다.
친칠라는 앞발은 짧지만 뒷발이 길어, 점프를 잘한다. 귀가 커서 토끼라고 착각되기도 한다고 한다.
친칠라는 물로 목욕시키면 절대 안되고 모래목욕을 시킨다. 털이 워낙 풍성하고 조밀하여,말리기 힘들뿐더러 제대로 말리지 않으면 털 속에 물이 남아 피부병을 유발한다. 애완동물 가게에서 친칠라 목욕모래 제품을 살 수 있다.

## 사진

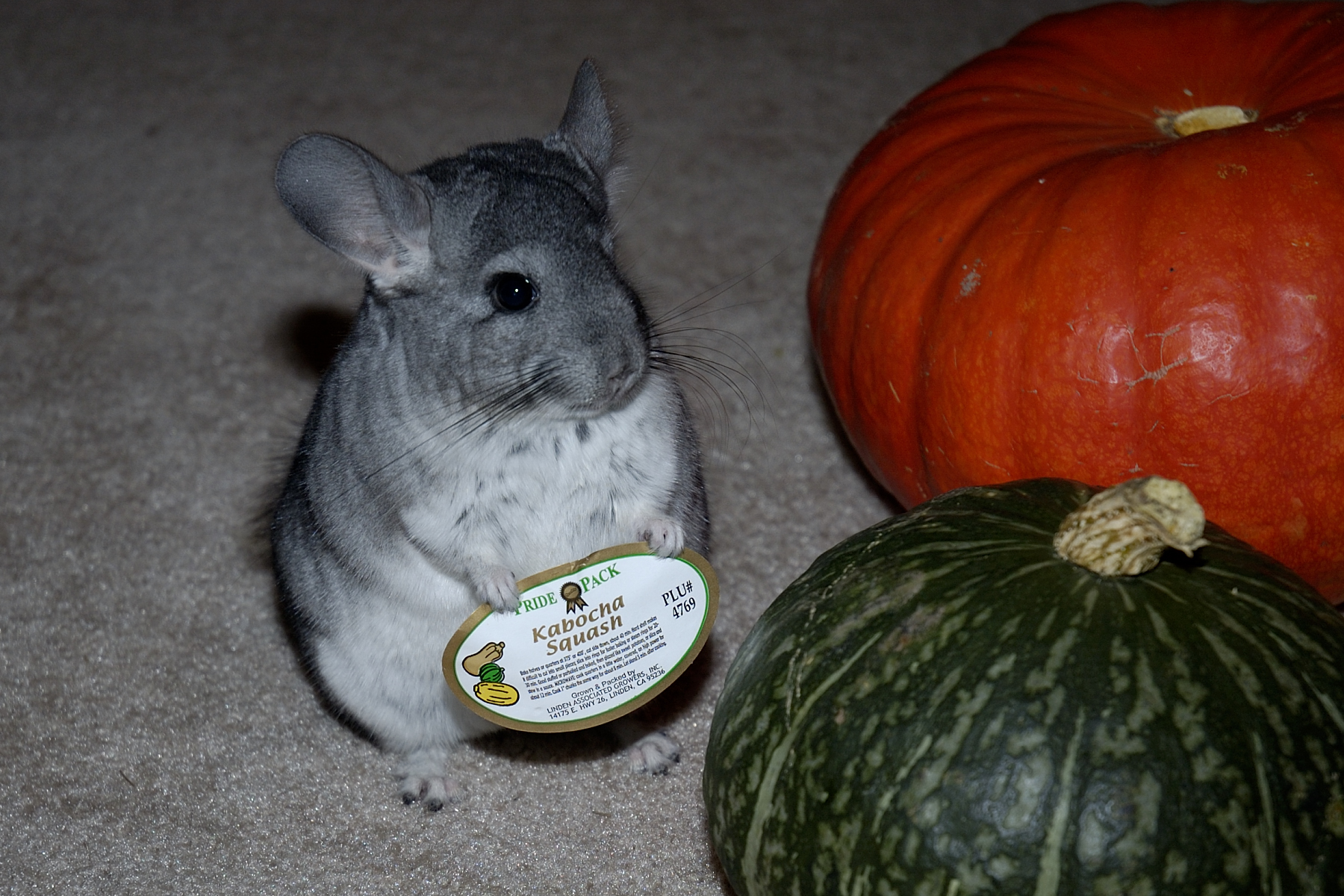
Chinchilla Squash
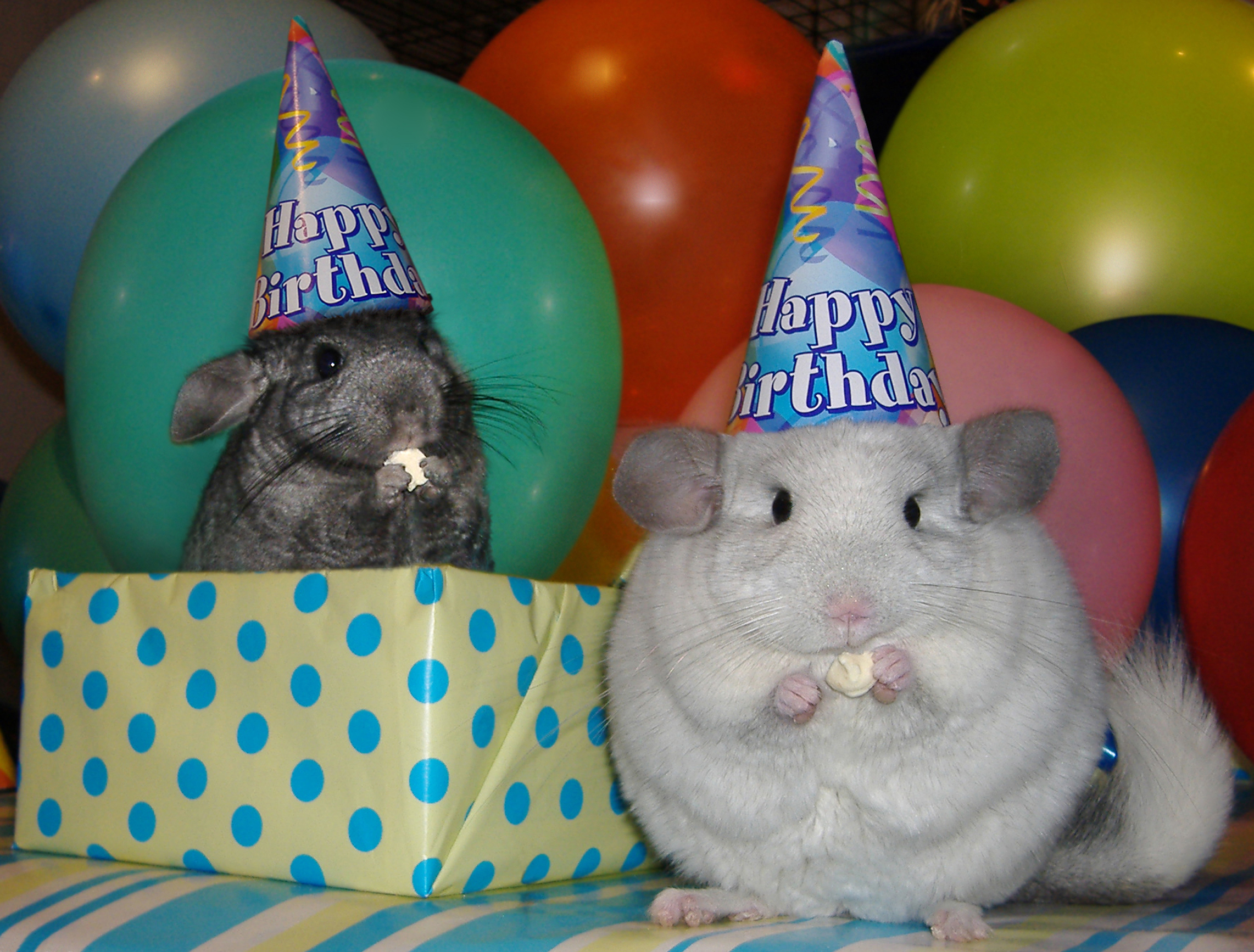
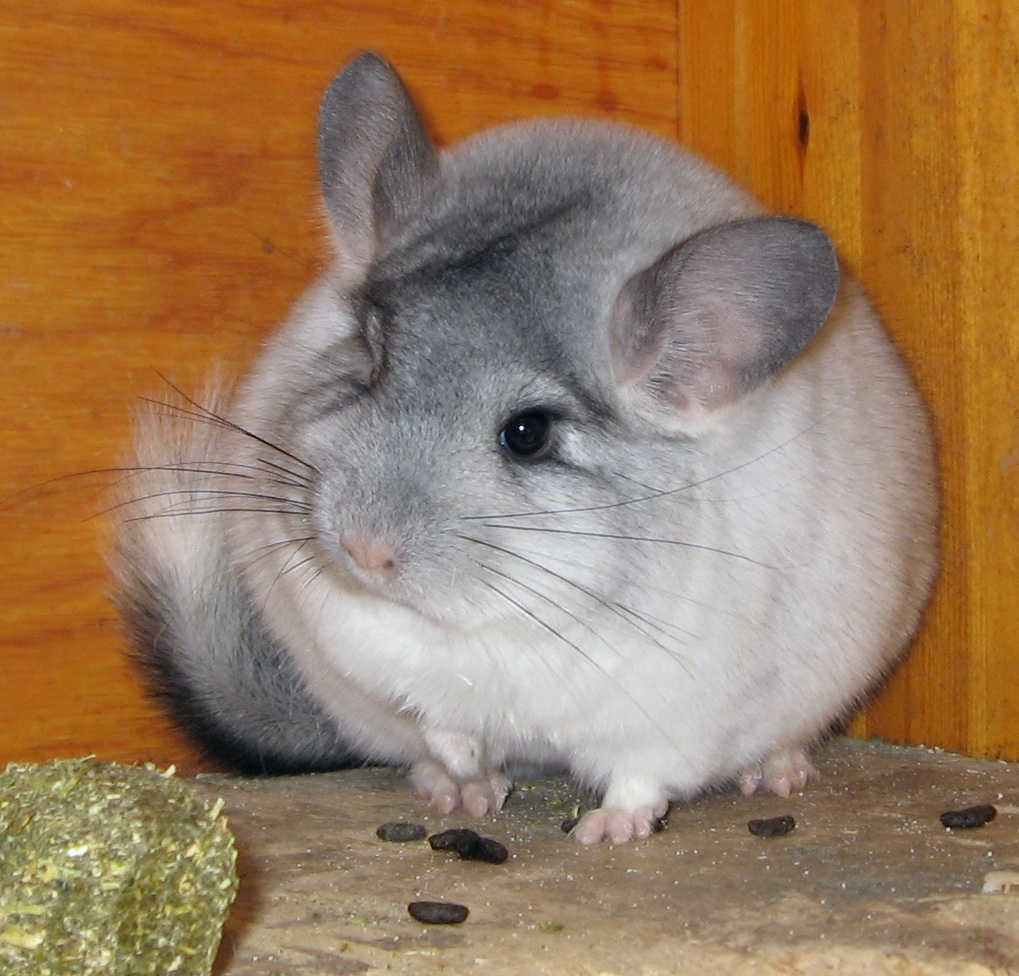
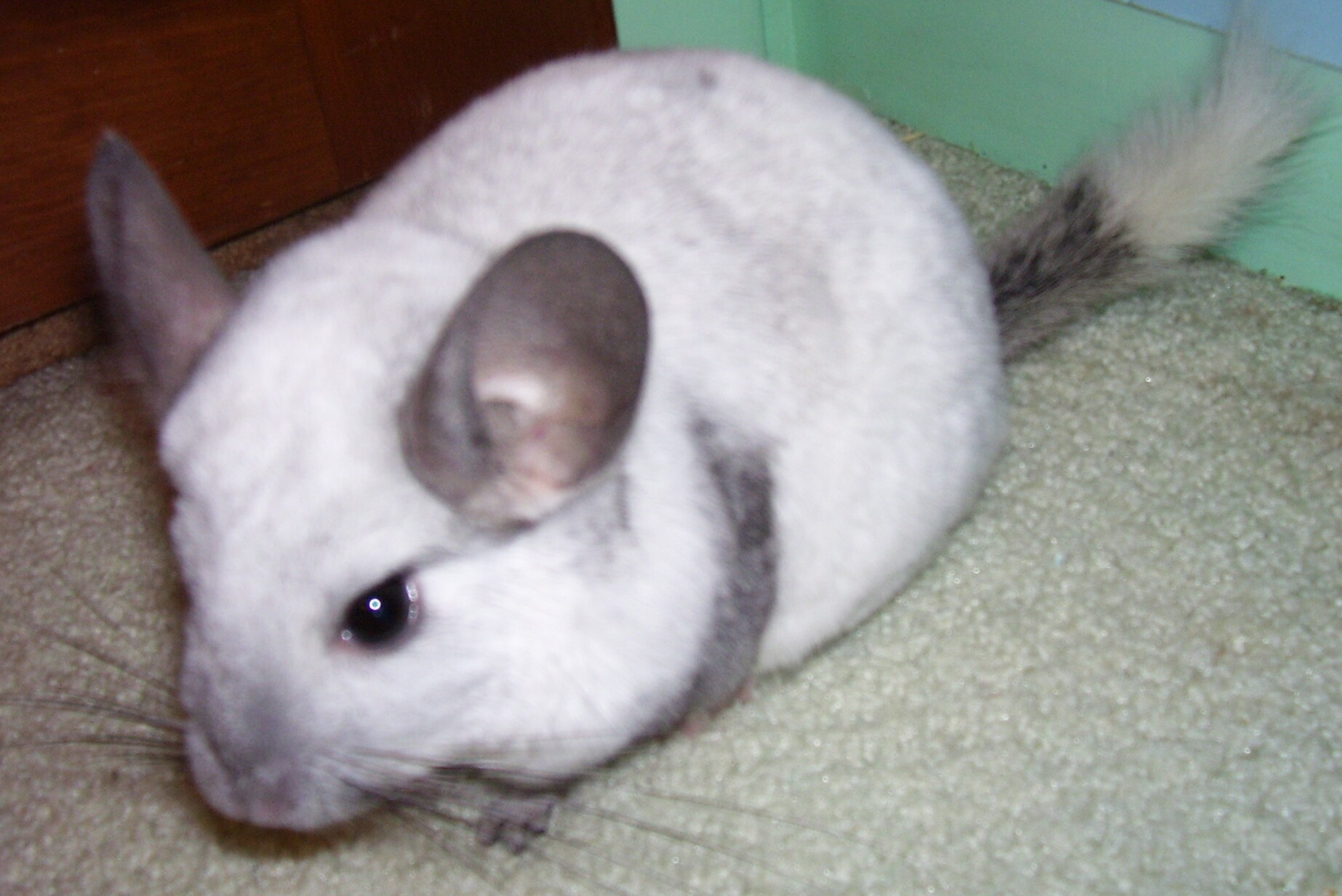
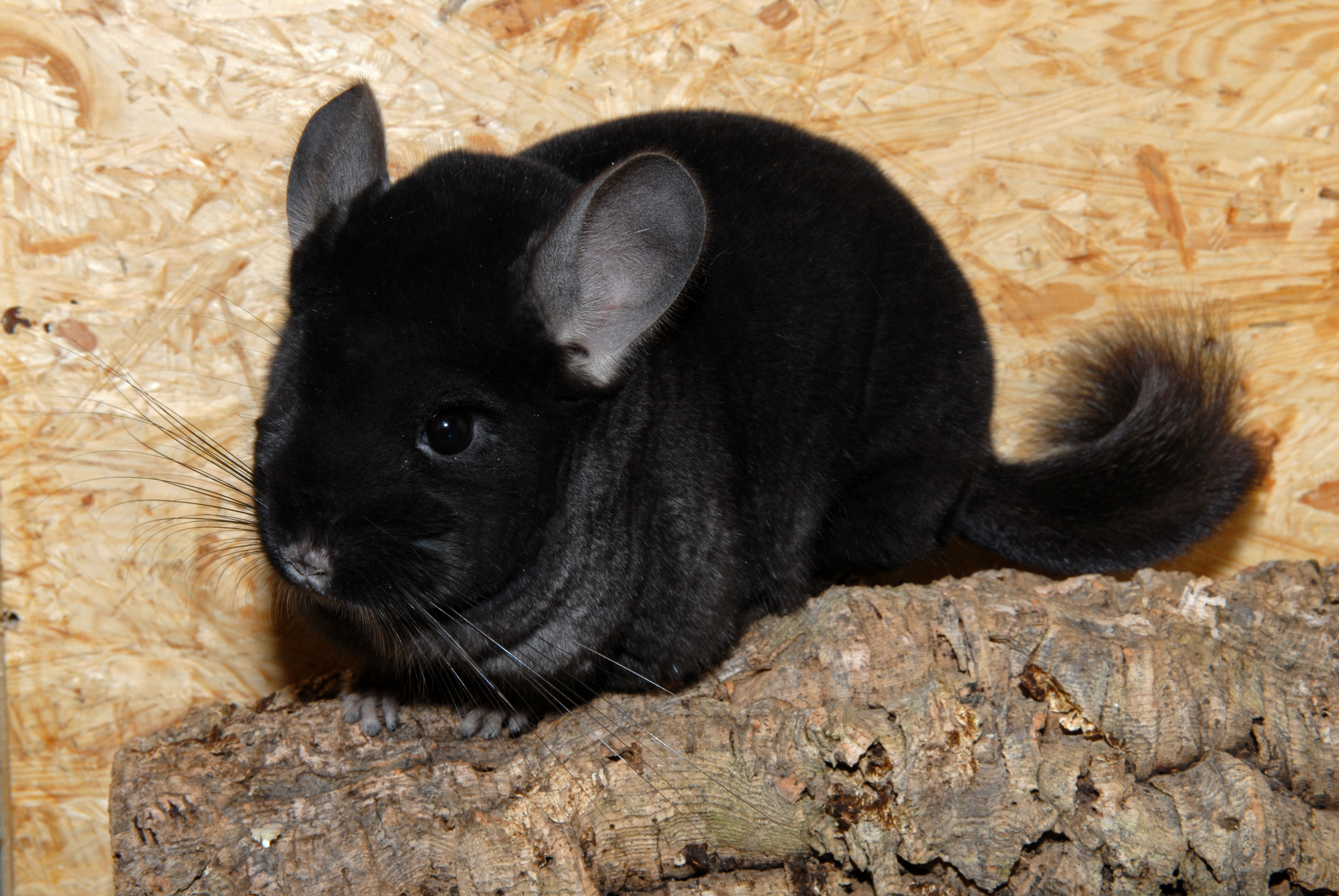
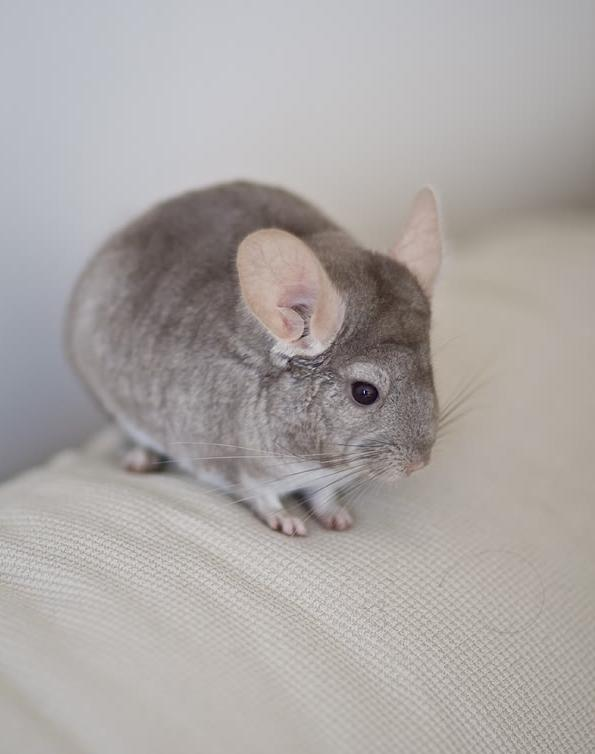
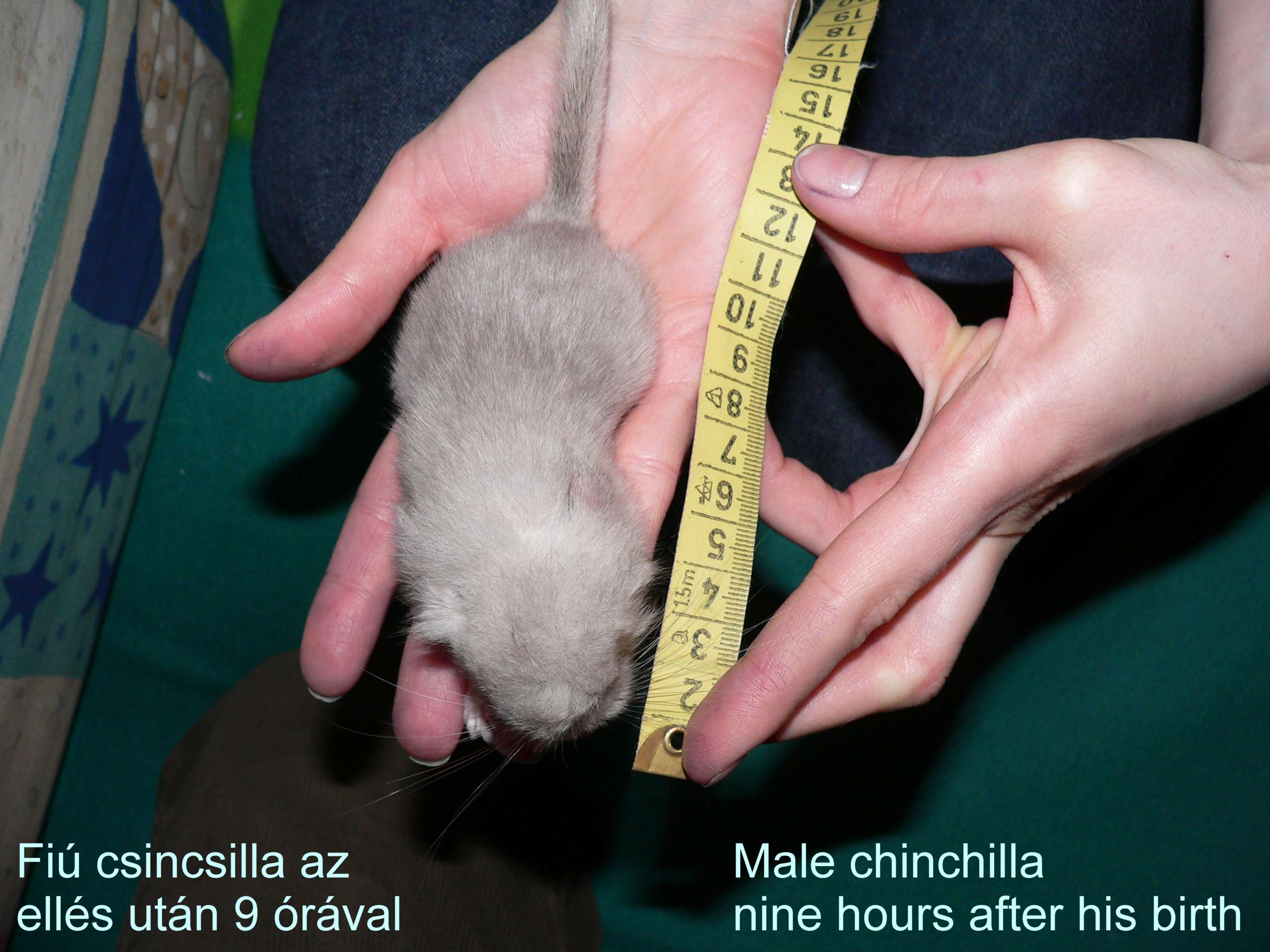
갓 태어난 새끼 친칠라
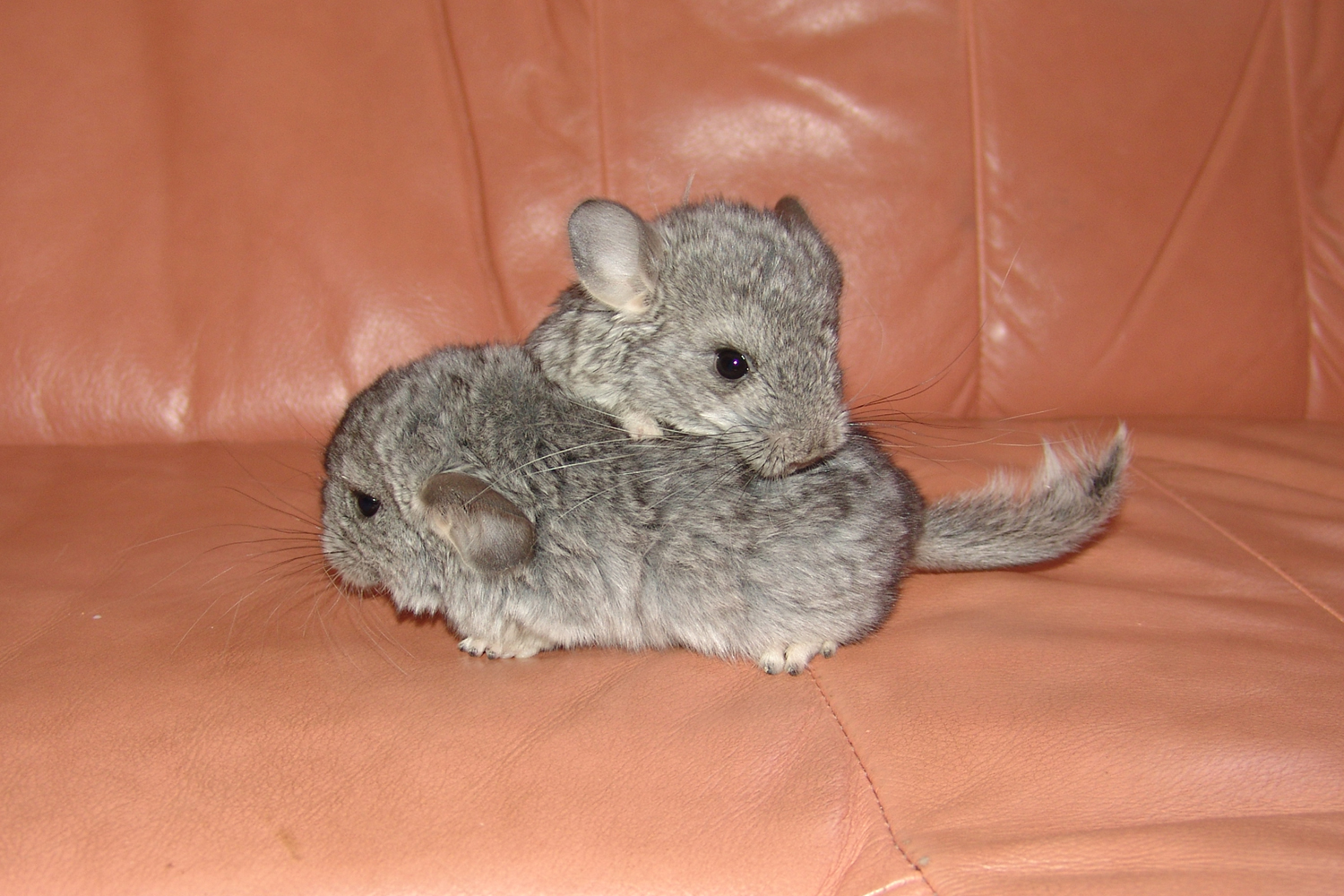
어린 친칠라
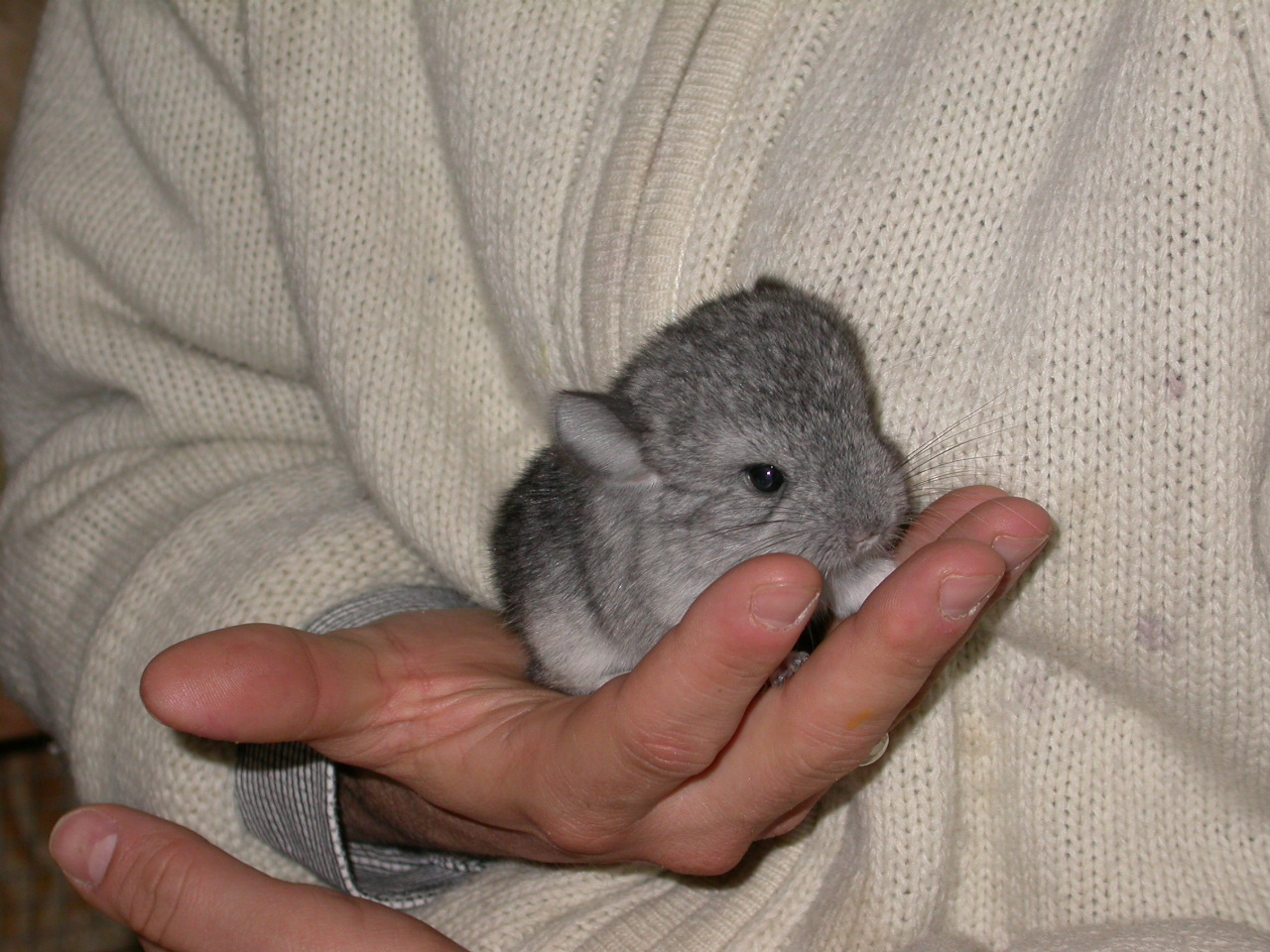
어린 친칠라
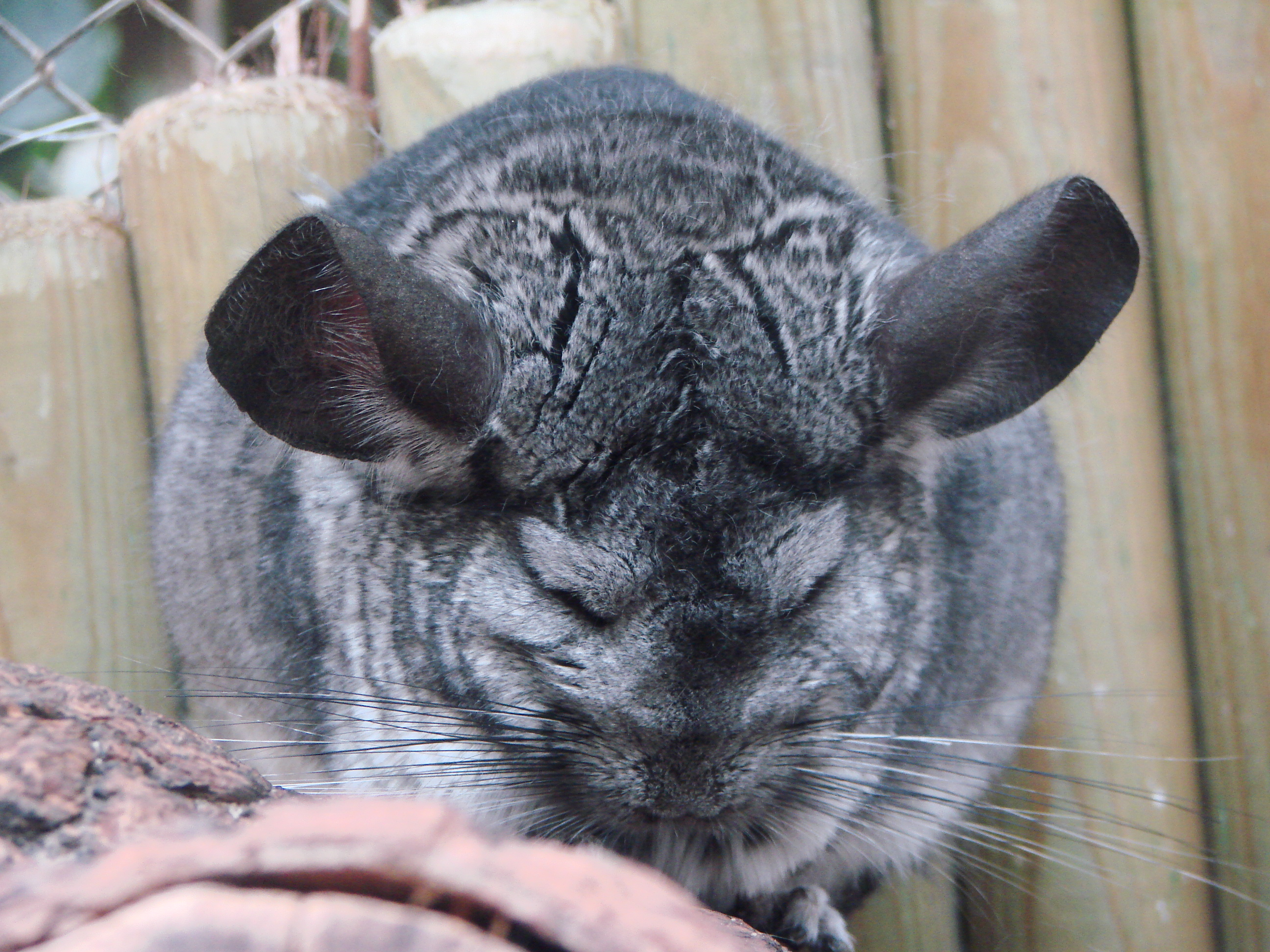
동물원의 친칠라
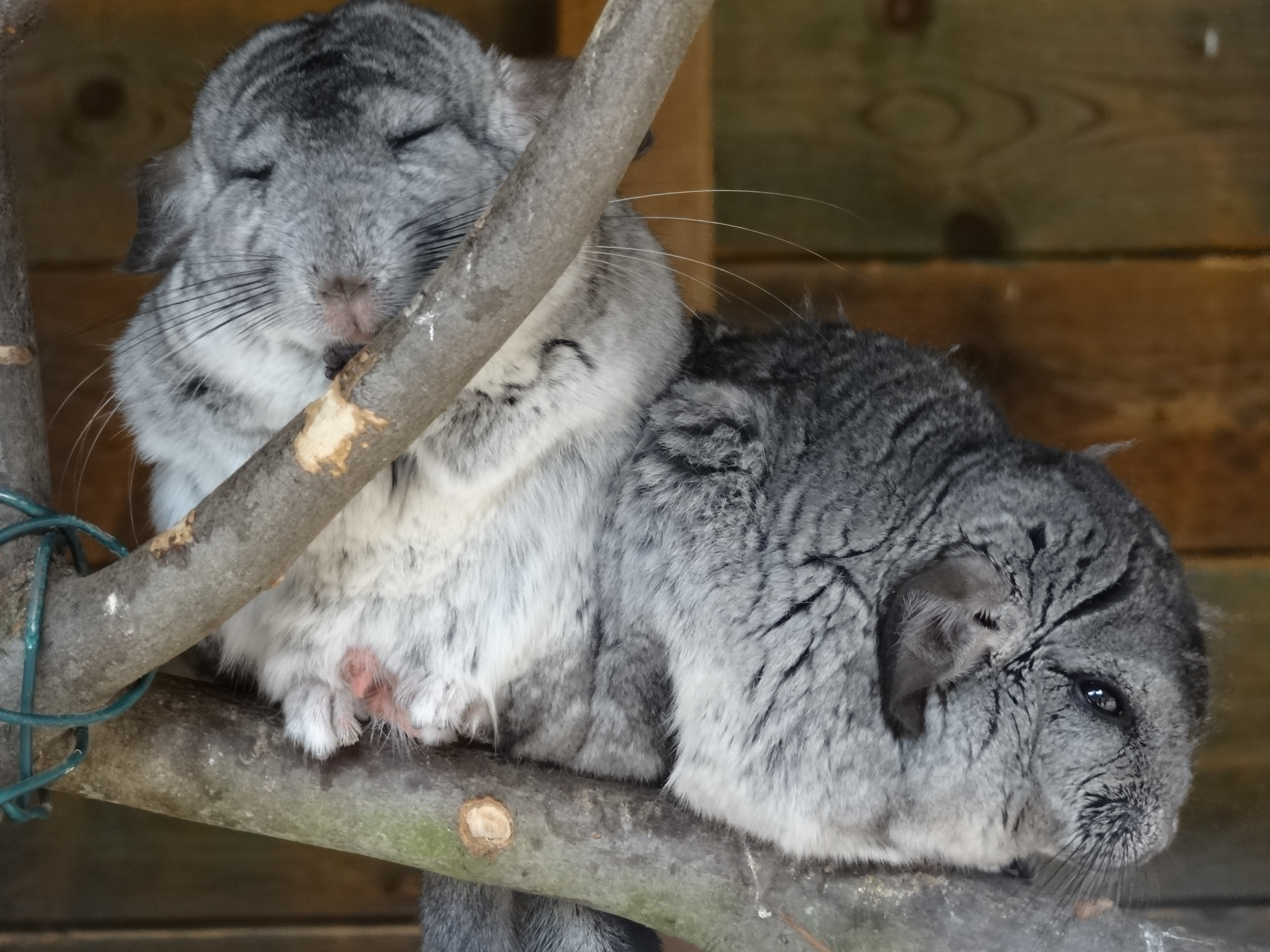
동물원의 친칠라

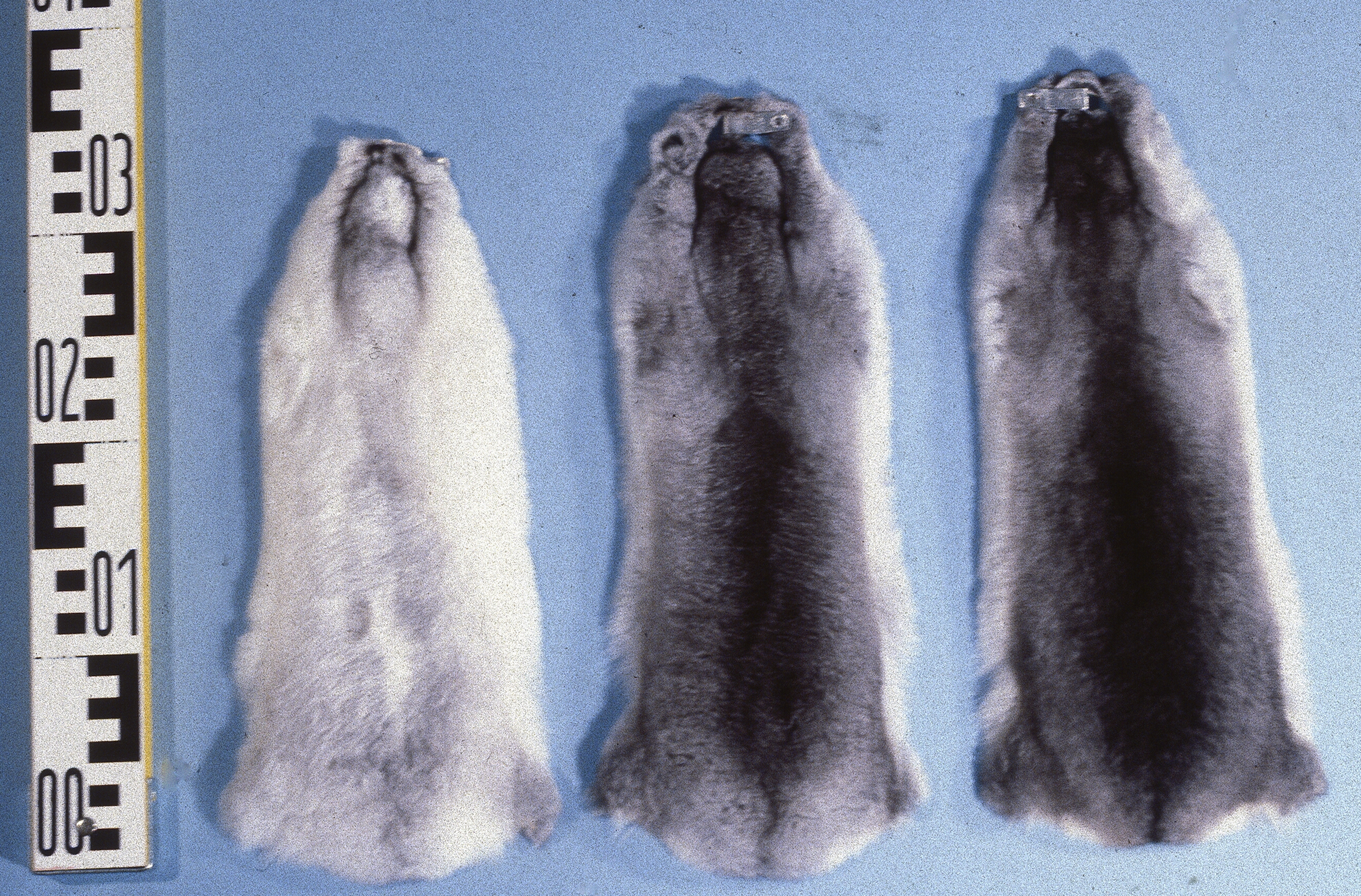
옷 만드는 데 쓰이는 모피 용도로 친칠라를 길렀었다.
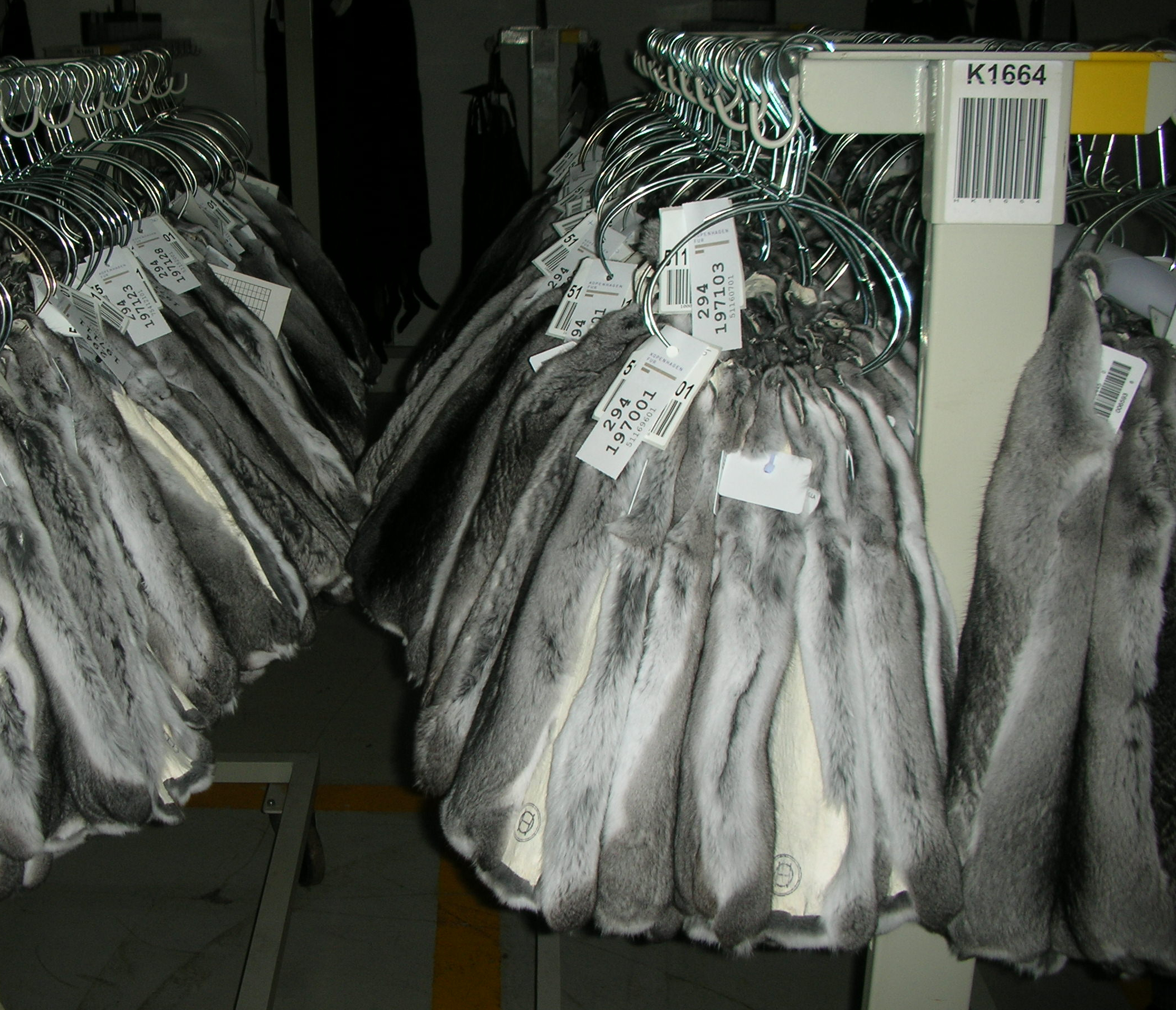
친칠라 모피제품
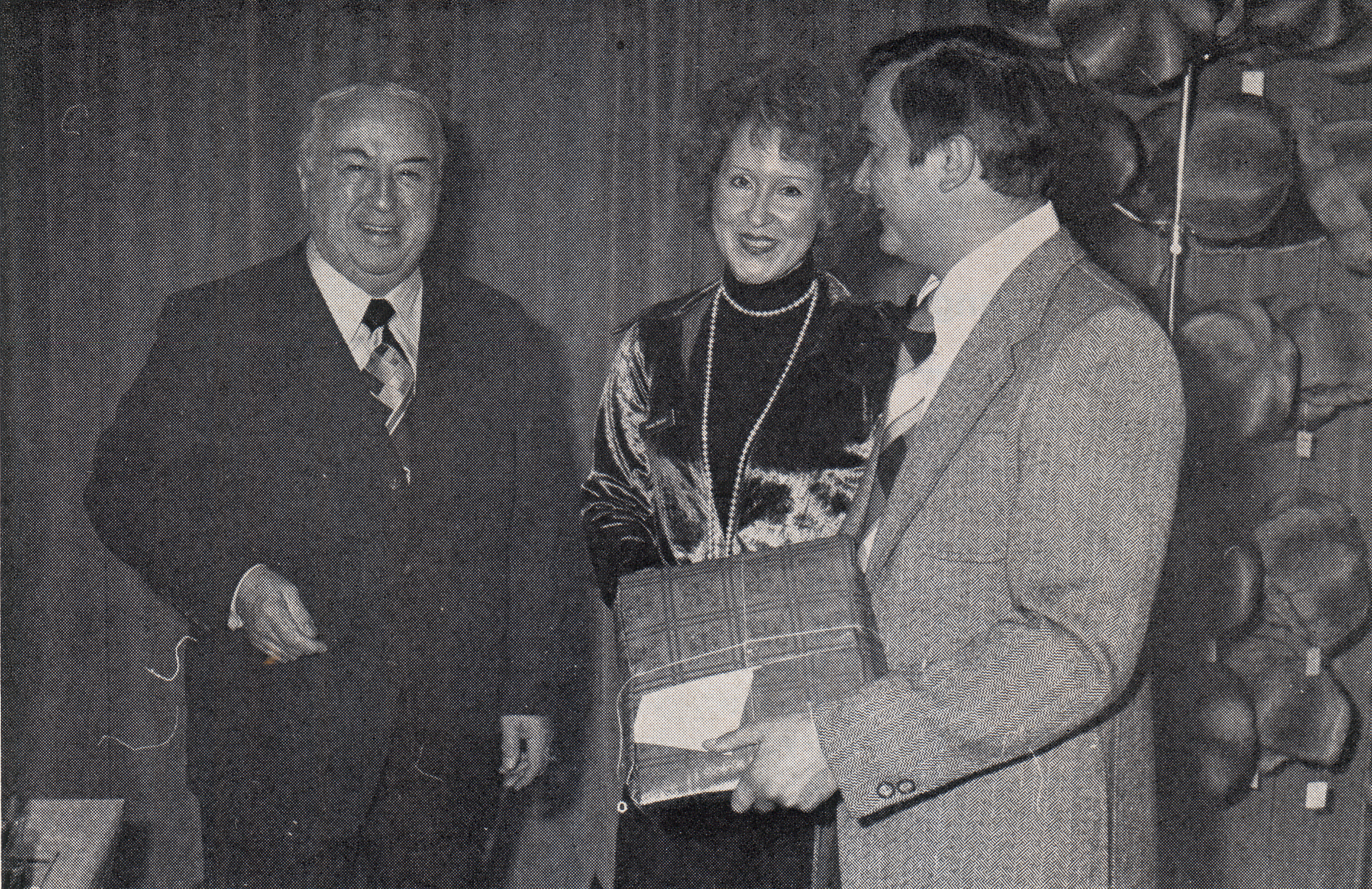
친칠라를 가축으로 번식시켰던 사람들

## 유전자
아구티(A)와 함께 설치동물의 털 색깔을 결정하는 유전자 이름(Cch)의 어원이 된 동물이다. 예를 들어 페르시안 친칠라, 토끼와 기니피그의 친칠라 품종 등이 있다.